# Met (borilne veščine)
V borilnih veščinah je met spoprijemna tehnika, ki vključuje izravnavo ali dvigovanje nasprotnika in njegovo metanje na tla, v japonskih borilnih veščinah, imenovanih nage-waza, 投 げ 技, "tehnika metanja". Meti običajno vključujejo vrteče se gibanje, izvajalec metov se odklopi od nasprotnika in konča uravnoteženo in na nogah, v nasprotju s podiranjem, kjer oba končata na tleh. Metom pa lahko sledimo tudi v najboljši položaj, v tem primeru se oseba, ki izvrši met, ne loči od nasprotnika. Nekatere tehnike metanja, imenovane požrtvovalni meti (sutemi-waza, 捨身 技, "požrtvovalna tehnika"), vključujejo izvedbo meta s potencialno neugodnega položaja, na primer s tal.

## Vrste metov
Obstaja več glavnih vrst metov, med azijskimi borilnimi veščinami ima Judo najbolj razvite tehnike metanja in meti veljajo za njegovo posebnost. Večina metov je poimenovanih z opisom točke izvajanja meta (npr. bočni met, ročni met, nožni met, itd.) ali naravo učinka meta na nasprotnika (npr. Nebesni in zemeljski met, kontra met, telesni met). Z različicami dobijo opisna imena. Imena, ki se tukaj uporabljajo, so pripisana metanju v Jujitsu (in zato meti juda / aikida) in so v japonščini. Japonci običajno poimenujejo svoje mete na ta način, številni zahodni dojoji borilnih veščin pa metom dajejo angleška imena, saj menijo, da si angleško govoreči študentje lažje zapomnijo imena metov, če lahko mete povežejo z opisom narave meta. V judu so meti razdeljeni v šest kategorij - ročne tehnike, nožne tehnike, bočne mete, ramenske mete, pa tudi požrtvovalne meti nazaj in na stran.

### Ročni meti
Ročni meti vključuje metanje nasprotnika preko roke. Ročni met, ki nasprotnika dvigne s tal, je v japonščini imenovan seoi-nage (背負 い 投 げ, "met z nošnjo na hrbtu"), medtem ko je met, ki vključuje rušenje nasprotnikovega ravnotežja in vlečenje nasprotnika čez roko, seoi-nage otoshi (背負 落 と し, "padec na hrbet"). Seoi-nage je eden najpogosteje uporabljenih metov v judo tekmovanjih. Ena študija je pokazala, da je približno 56% judoistov uporabljalo to tehniko.
Pogost ročni met v judu je ippon seoinage ("enoročni met z nošnjo na hrbtu") ali podobno leteča kobila v rokoborbi.

### Nožni met, pobiranje in spotikanje
Pri pobiranju noge napadalec z eno nogo pobere eno ali obe nasprotnikovi nogi s tal. Na splošno se nasprotnikova teža položi na nogo, ki jo pobere. To skupaj z napadalcem, ki z rokami nadzoruje telo nasprotnika, povzroči, da nasprotnik pade. Običajno pobiranje nog v judu so: Ouchi Gari, Kouchi Gari, Osoto Gari in Kosoto Gari. V rokoborbi obstajajo podobne tehnike, vključno z notranjii in zunanjim spotikanjem. 
Nekoliko podobnosti kot pri pobiranju nog vključuje spotikanje ali dvigovanje z napadalno nogo namesto pobiranja. Meja med obema vrstama metov je lahko nejasna in številni meti bodo imeli značilnosti tako pobiranja kot spotikanja, vendar je razlika v tem, da pri pobiranje je ena gladka poteza, kot je kosa, medtem ko pri spotikanju vleče nasprotnike najprej z dvignjeno nogo in jo nato zamahne vstran. Običajna spotikanja z nogami so različice Ouchi Gari in Osoto Gari skupaj s Kosoto Gake, ki se v zahodni rokoborbi imenujejo notranje in zunanje spotikanje.

### Bočni meti
Bočni met vključuje uporabo boka kot glavne točke, tako da kolk postavimo v nižji položaj od nasprotnikovega težišča. Obstaja več vrst bočnih metov, kot je O Goshi, ki ga učitelji pogosto naučijo najprej. Bočni meti v judu se imenujejo Koshi Waza, v aikidu ali sumo pa koshinage.

### Požrtvovalni meti
Požrtvovalni meti zahtevajo, da se metalec premakne v potencialno neugoden položaj, za izvedbo meta, na primer kot pri padcu na tla. Zagon padajočega telesa dodaja moč metu in zahteva razmeroma malo fizične moči v primerjavi z učinkom. V judu (kot tudi v drugih borilnih veščinah) se ti meti imenujejo sutemi waza in so nadalje razdeljeni na telesne mete nazaj (masutemi waza) in na stran (yoko sutemi waza). V judu so ti meti omejeni na specifično oceno in višjega elementa nevarnosti, ki je postavljen tako na uke-ja (sprejemnik) kot na tori-ja (metalec).

### Dvigovanja
Dvigovana vključujejo dvigovanje nasprotnika s tal in nato ponovno spuščanje. Pogosta dvigovanja so dvižne različice odvzema dvojne noge, judoistična Te Guruma ali sukui nage (oba uvrščena med ročne mete) in supleksa iz rokoborbe, pri katerem napadalec dvigne telo nasprotnika navpično in nasprotnika vrže preko svojega težišča in pri tem izvaja padec nazaj (običajno spremlja zadnji lok). Različice supleksa so pogoste v večini oblik rokoborbe in se včasih uporabljajo v tekmovanjih v mešanih borilnih veščinah. V judu je met ura-nage različica supleksa, vendar je klasificirana kot požrtvovalni met.

### Seznam metov
Nekatere najpogostejše tehnike metanja so navedene spodaj. To ni izčrpen seznam, na tehnike pa se lahko sklicujejo druga imena v različnih slogih. Navedeni so slovenski prevodi in skupni japonski ustreznik.
- Prevračanje z boka (O Goshi)
- Met z dvignjenimi boki (Uki Goshi)
- Met z dvigom od zadaj (Ushiro Goshi)
- Žigalni met
- Veliko kolo (O Guruma)
- Prenos na boku (Utsuri Goshi)
- Kolo na boku (Koshi Guruma)
- Zamah z bokom (Harai Goshi)
- Met s stegnom (Uchi Mata)
- Pometanja kolena
- Pometanja gležnja
- Kolo na nogi (Ashi Guruma)
- Veliko zunanje kolo (Osoto Guruma)
- Notranji kavelj (Kouchi Gake)
- Zunanji kavelj
- Prečni kavelj
- Kolo na kolenu (Hiza Guruma)
- Zamah z nogo naprej (Deashi Harai)
- Enoročni reverski met z nošnjo na hrbtu (Eri Seoinage)
- Enoročni met z nošnjo na hrbtu (Ippon Seoinage)
- Dvoročni met z nošnjo na hrbtu (Morote Seoinage)
- Veliki stisk od znotraj, potovanje navznoter (Ouchi Gari)
- Mali stisk od znotraj (Kouchi Gari)
- Veliki stisk od zunaj, potovanje navzven (Osoto Gari)
- Mali stisk od zunaj (Kosoto Gari)
- Mali zatik od zunaj (Kosoto Gake)
- Dvižni met s podirajočo nogo (Sasae Tsurikomi Ashi)
- Spust telesa (Tai Otoshi)
- Bočni met z dvigom (Tsuri Goshi)
- Bočni met dviganja in vlečenja rokavov (Sode Tsurikomi Goshi)
- Plavajoči spust (Uki Otoshi)
- Met z objemom od zunaj (Soto Makikomi)
- Notranje zavijanje (Uchi Makikomi)
- Sunek z bokom (Hane Goshi)
- Dvojni pomladni bočni met.
- Kolo na rami, gasilska noša (Kata Guruma)
- Spust v dolino (Tani Otoshi)
- Okrogli met (Tomoe Nage)
- Stranski krog
- Vogalni met
- Meti glave in kolena
- Kontra met kolka in kolena
- Kontra met glave in kolena
- Sprednji zajemalni meti
- Zadnji zajemalni meti
- Vratni met (Kubi Nage)
- Leteče škarje (Kani Basami)
- Leteča desetka (Tobi Juji Gatame)
- Zapestni meti, posebnost Kotegaeshi (vrnitev podlahti / zapiranje zapestja)
- Slika desetke (Juji nage, ni tesno povezan z Juji Gatame)
- Dihalni met (Kokyu Nage, včasih imenovan tudi časovni met ali dvajsetletni met)
- Rotacijski met (Kaiten nage, včasih imenovan tudi met nad glavo)
- Met nebes in zemlje (Tenchi nage)
- Štiri vogalni met (Shiho nage, ne smete zamenjati z vogalnim metom)
- Vstopni met (Irimi nage, včasih enostavno imenovan Kokyu nage (je posebna zvrst))

## Poglej tudi
- Judo
- Samoobramba
- Tehnike metov
- Aikido
- Jujitsu
- Borilni športi
- Jigoro Kano